# Las aventuras de Tom Bombadil y otros poemas de El Libro Rojo
El libro Las aventuras de Tom Bombadil y otros poemas de El Libro Rojo, frecuentemente aludido únicamente como Las aventuras de Tom Bombadil, es una recopilación de poemas de J. R. R. Tolkien. Publicado en 1962, contiene 16 poemas. Sólo dos de los poemas tratan de Tom Bombadil, un personaje conocido por su encuentro con Frodo Bolsón en La Comunidad del Anillo, la primera parte de El Señor de los Anillos. El resto de los poemas, que corresponderían al subtítulo del libro y otros poemas de El Libro Rojo, son cuentos de hadas o relatos de bestiario en verso. 

## Discusión
La obra se presenta como una traducción del Libro Rojo de la Frontera del Oeste, escrito por Bilbo y Frodo Bolsón. Contiene información sobre la Tierra Media que no se encuentra en ninguna otra obra de Tolkien, como por ejemplo los nombres de los siete ríos de Gondor. Esto ha conducido a incluir la obra dentro del ciclo tolkieniano de la Tierra Media.
Pero existe una visión más restrictiva que propone el concepto de «canon de la Tierra Media». El concepto de «canon» alude al grado de adecuación o consistencia que una comunidad de lectores da a una obra con respecto a temas, acontecimientos o personajes de un determinado mundo de ficción. De acuerdo a esto, algunos críticos han puesto en cuestión lo canónico del texto, debido a que la información que aparece acerca del mundo secundario es presentada como parte del folclore de los hobbits, no como «información primaria verdadera».

## Traducción y publicación en español
La publicación en español de Las aventuras... fue durante muchos años (desde 1962 hasta 2005) una «deuda histórica», pues era el único texto de Tolkien sobre la Tierra Media sin traducir al idioma español, aunque algunos de los poemas ya habían aparecido total o parcialmente en otras obras del autor, o de las editadas por Christopher Tolkien.
La justificación dada por Ediciones Minotauro para esta tardanza es el carácter innovador y experimental de los poemas del libro, que plantea graves dificultades para su traducción: cualquier intento de traducción implica la comprensión, interpretación y una seria adaptación del texto, puesto que es imposible volcarlos fielmente de una lengua a otra. Estas dificultades provocaron la aparición de varias traducciones «fallidas e insatisfactorias» de algunos de los poemas.
Al final, las traducciones de los poemas incluidas en el libro publicado en español por Ediciones Minotauro fueron realizadas de forma colaborativa por voluntarios de la Lista de Correo Tolkien en Español entre 1999 y 2001, de manera altruista. Los miembros de esta lista realizaron «un gran trabajo filológico» y adoptaron «unos criterios discutibles pero consistentes» que produjeron una versión «que intenta respetar al máximo el original y reproducir el espíritu tolkieniano de los poemas». Al tener su origen en Internet, estas traducciones han ido llegando al público por este medio, y a través de la publicación de poemas sueltos en revistas de diferentes sociedades Tolkien.
Al haber sido realizada cada traducción por diferentes autores, precisaron éstas una revisión completa en 2005, previa a su publicación. A los compromisos de cada traducción con la fidelidad al original, el ajuste a los modelos métricos españoles y la riqueza expresiva en este idioma había que sumar el requisito de coherencia interna dentro del volumen y externa con el resto de las obras de Tolkien ya traducidas al español. Dentro de esos parámetros, la revisión impresa pretendió conservar la esencia de cada traducción.
El volumen publicado por Minotauro es bilingüe, en español en las páginas impares y en el inglés original en las pares. Los poemas se acompañan de las mismas ilustraciones de Pauline Baynes que la edición original de 1962.